# Mediokomputer
Mediokomputer – określenie grupy urządzeń z zakresu małej informatyki i średniej techniki obliczeniowej, obejmujących małe komputery wraz z zestawem urządzeń zewnętrznych zapewniających obsługę małych i średnich przedsiębiorstw w zakresie przetwarzania danych lub wchodzące w skład II peryferii dla dużych systemów komputerowych. Pojęcie to stosowano niegdyś w odniesieniu do klasy komputerów obejmujących mikrokomputery i minikomputery, a więc urządzeń o znacznie mniejszej mocy obliczeniowej, wydajności, szybkości, wielkości pamięci operacyjnej i zewnętrznej oraz konfiguracji urządzeń zewnętrznych, a także ceny, w porównaniu do dużych systemów komputerowych (np. Mainframe).
Mediokomputery stosowane były jako jednostki:
- autonomiczne (system otwarty), czyli samodzielne systemy komputerowe dla przetwarzania niewielkiej ilości danych,
- półautonomiczne (system mieszany, półotwarty),
- nieautonomiczne, stanowiąc element przygotowania danych dla dużych systemów komputerowych, tworząc II peryferię dla dużego komputera.

Pojęcie to także stosowane było zamiennie z określeniem Komputer Biurowy, w odniesieniu do wybranych konfiguracji systemów Mera 300.